# Rhynchosia
Rhynchosia är ett släkte av ärtväxter. Rhynchosia ingår i familjen ärtväxter.

## Bildgalleri

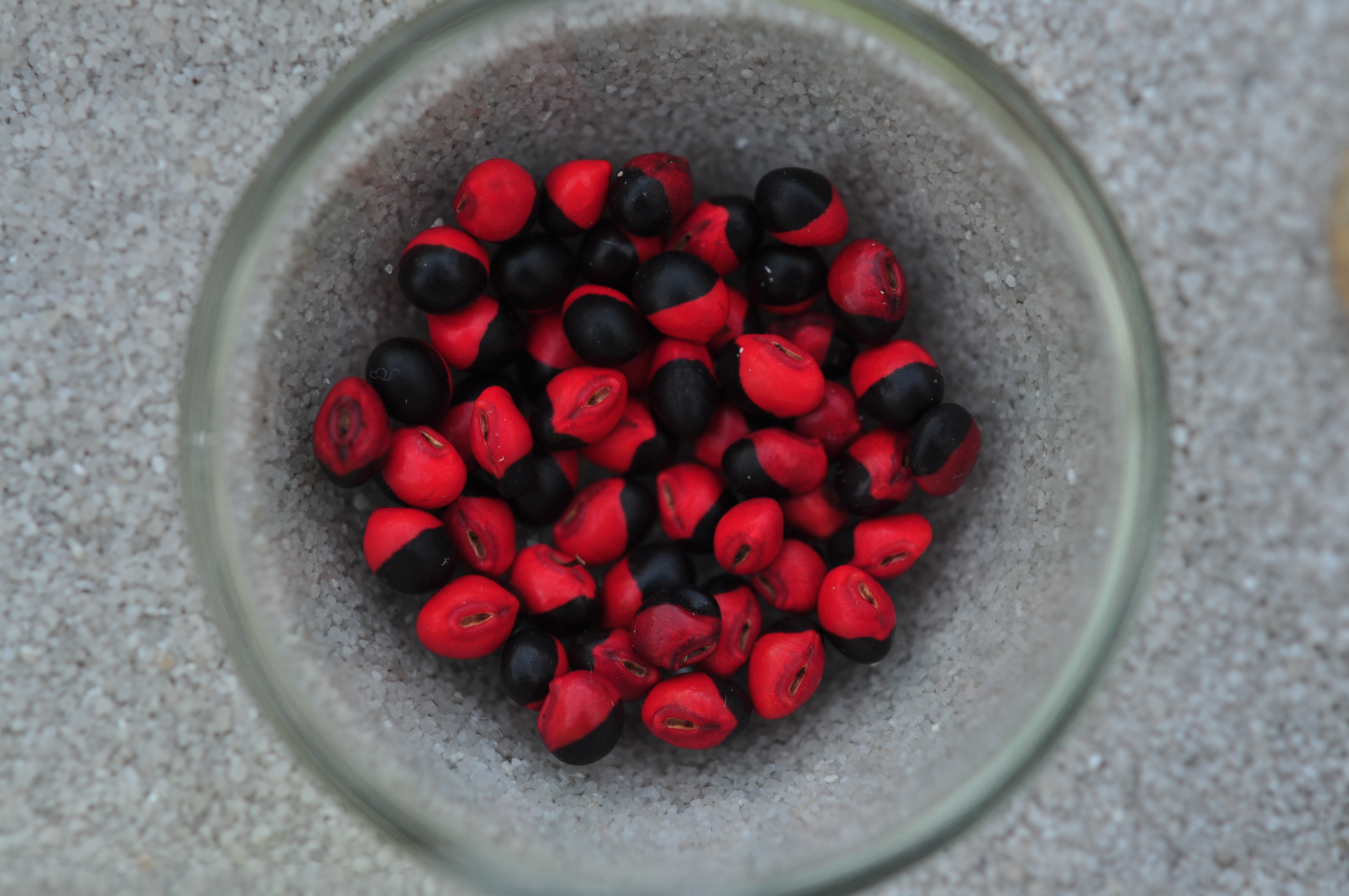
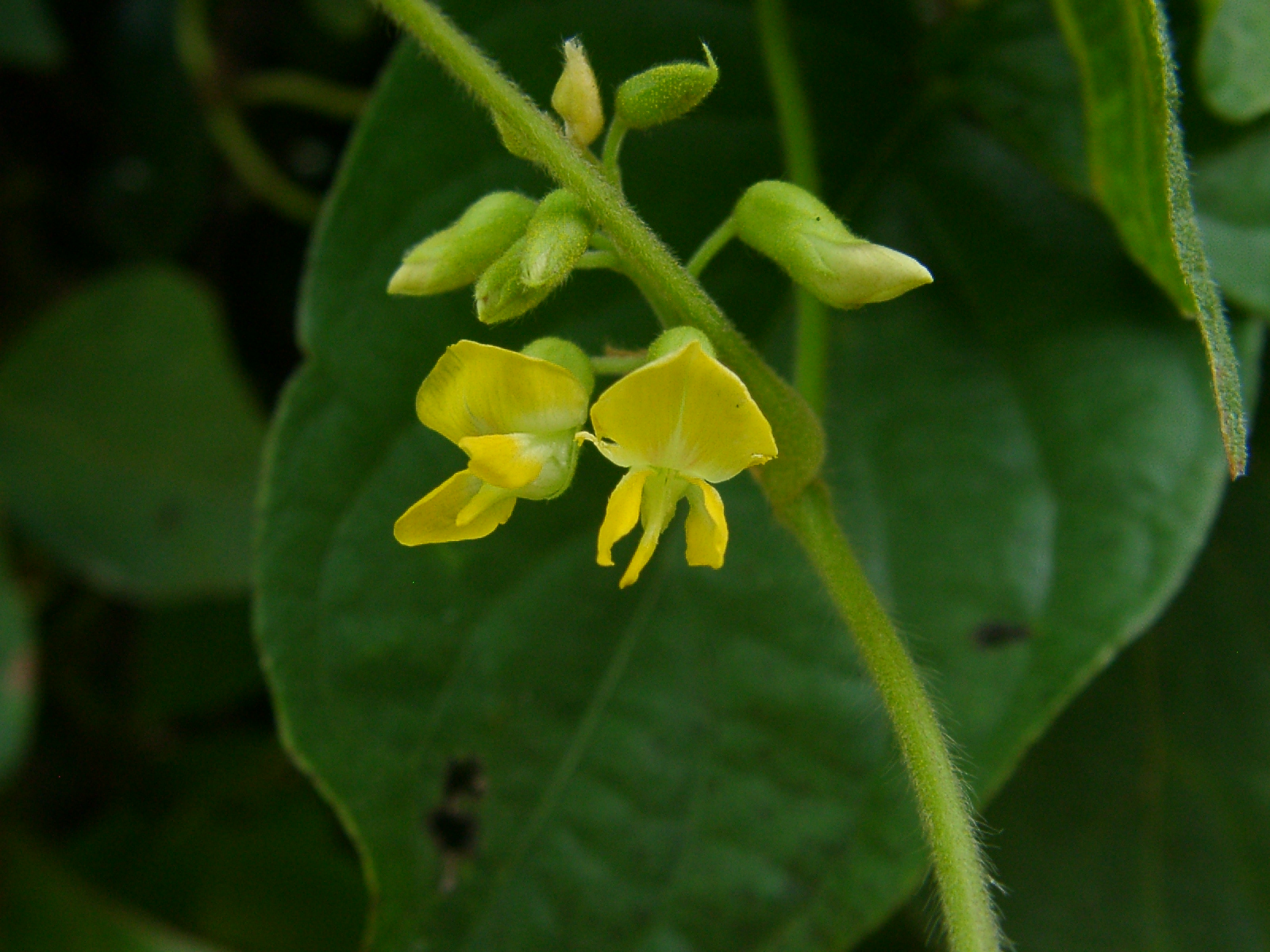
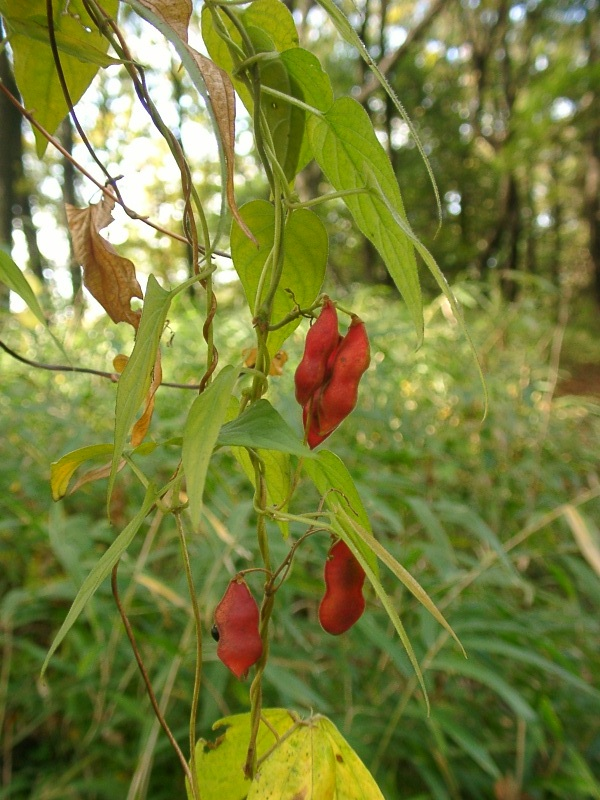
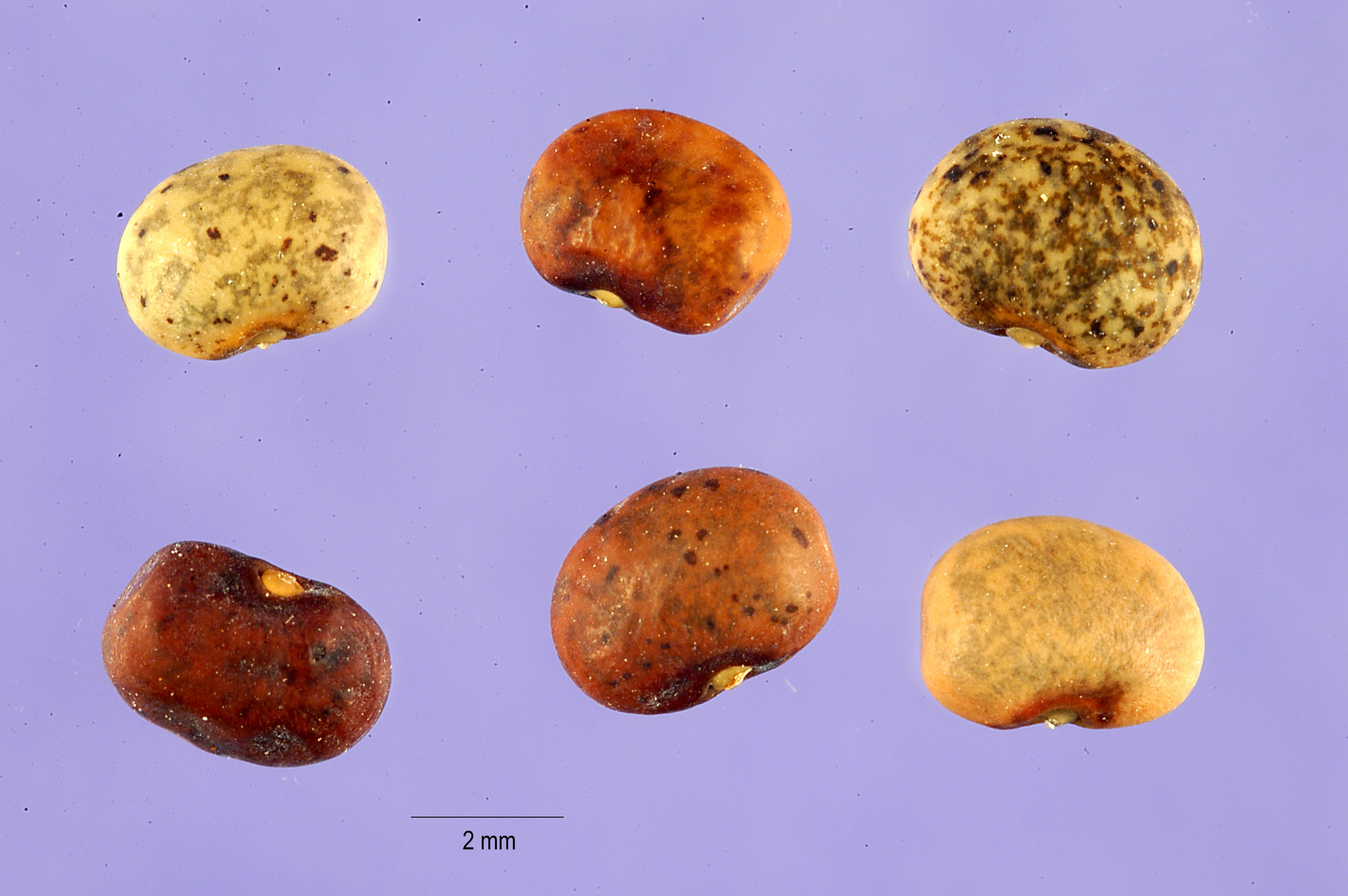
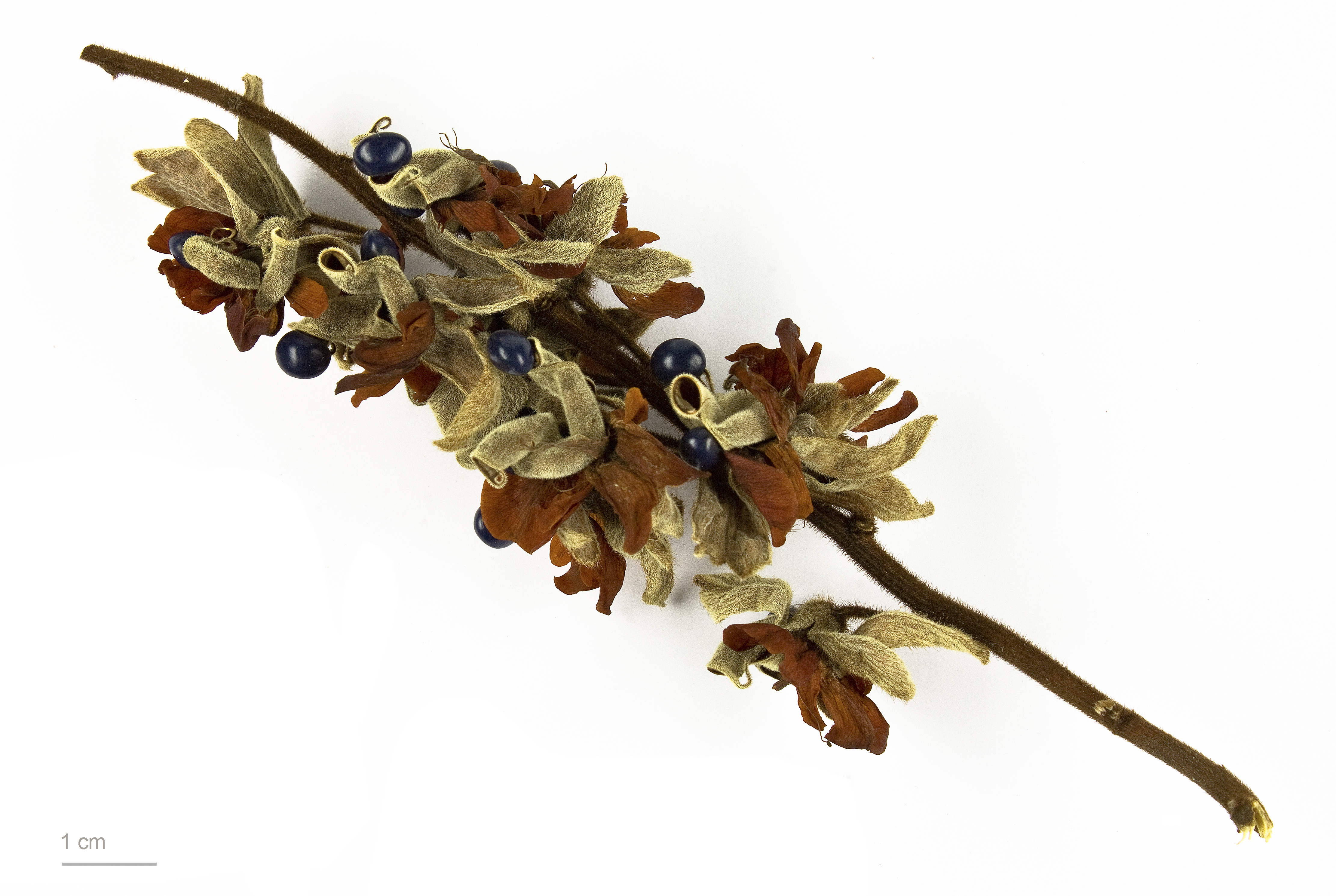
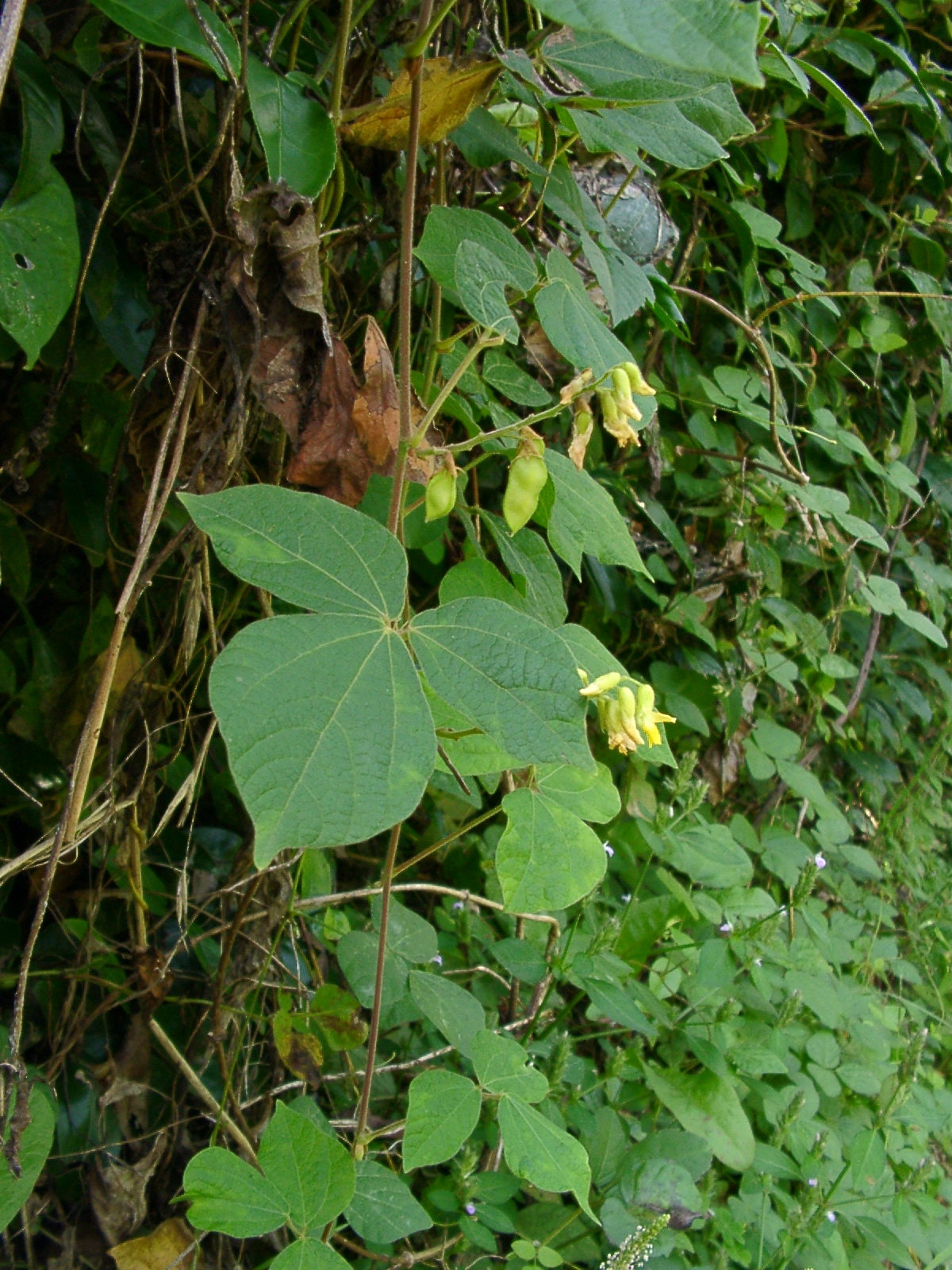

## Dottertaxa tillRhynchosia, i alfabetisk ordning[1]
- Rhynchosia acuminatifolia
- Rhynchosia acuminatissima
- Rhynchosia acuminatissma
- Rhynchosia acutissima
- Rhynchosia adenodes
- Rhynchosia affinis
- Rhynchosia albae-pauli
- Rhynchosia albissima
- Rhynchosia alluaudii
- Rhynchosia amabilis
- Rhynchosia ambacensis
- Rhynchosia americana
- Rhynchosia androyensis
- Rhynchosia angulosa
- Rhynchosia angustifolia
- Rhynchosia arenicola
- Rhynchosia argentea
- Rhynchosia arida
- Rhynchosia aurea
- Rhynchosia avensis
- Rhynchosia axilliflora
- Rhynchosia bakeri
- Rhynchosia balansae
- Rhynchosia barbertonensis
- Rhynchosia baukea
- Rhynchosia baumii
- Rhynchosia beddomei
- Rhynchosia biballensis
- Rhynchosia bracteata
- Rhynchosia braunii
- Rhynchosia brunnea
- Rhynchosia buchananii
- Rhynchosia buettneri
- Rhynchosia bullata
- Rhynchosia burkartii
- Rhynchosia burkei
- Rhynchosia caaguazuensis
- Rhynchosia calcicola
- Rhynchosia calobotrya
- Rhynchosia calosperma
- Rhynchosia calvescens
- Rhynchosia calycina
- Rhynchosia calycosa
- Rhynchosia cana
- Rhynchosia candida
- Rhynchosia capensis
- Rhynchosia capitata
- Rhynchosia caribaea
- Rhynchosia castroi
- Rhynchosia chapelieri
- Rhynchosia chevalieri
- Rhynchosia chinensis
- Rhynchosia chrysantha
- Rhynchosia chrysoscias
- Rhynchosia ciliata
- Rhynchosia cinerea
- Rhynchosia clausseni
- Rhynchosia cliffordii
- Rhynchosia clivorum
- Rhynchosia confusa
- Rhynchosia congensis
- Rhynchosia connata
- Rhynchosia cooperi
- Rhynchosia corylifolia
- Rhynchosia courtallensis
- Rhynchosia crassifolia
- Rhynchosia crispa
- Rhynchosia cytisoides
- Rhynchosia dekindtii
- Rhynchosia densiflora
- Rhynchosia dielsii
- Rhynchosia dieterlenae
- Rhynchosia difformis
- Rhynchosia discolor
- Rhynchosia distans
- Rhynchosia divaricata
- Rhynchosia diversifolia
- Rhynchosia edulis
- Rhynchosia elegans
- Rhynchosia emarginata
- Rhynchosia erecta
- Rhynchosia erlangeri
- Rhynchosia erythraeae
- Rhynchosia erythrinoides
- Rhynchosia exellii
- Rhynchosia falconeri
- Rhynchosia ferruginea
- Rhynchosia ferulifolia
- Rhynchosia filipes
- Rhynchosia fischeri
- Rhynchosia flava
- Rhynchosia fleckii
- Rhynchosia foliosa
- Rhynchosia galpinii
- Rhynchosia gandensis
- Rhynchosia gansole
- Rhynchosia genistoides
- Rhynchosia goetzei
- Rhynchosia gossweileri
- Rhynchosia grandiflora
- Rhynchosia hainesiana
- Rhynchosia harae
- Rhynchosia harmsiana
- Rhynchosia harveyi
- Rhynchosia hauthalii
- Rhynchosia heterophylla
- Rhynchosia heynei
- Rhynchosia himalensis
- Rhynchosia hirsuta
- Rhynchosia hirta
- Rhynchosia holosericea
- Rhynchosia holstii
- Rhynchosia holtzii
- Rhynchosia huillensis
- Rhynchosia insignis
- Rhynchosia jacobii
- Rhynchosia jacottetii
- Rhynchosia kilimandscharica
- Rhynchosia komatiensis
- Rhynchosia kunmingensis
- Rhynchosia laetissima
- Rhynchosia lateritia
- Rhynchosia latifolia
- Rhynchosia leandrii
- Rhynchosia ledermannii
- Rhynchosia leucophylla
- Rhynchosia leucoscias
- Rhynchosia lineata
- Rhynchosia longeracemosa
- Rhynchosia longiflora
- Rhynchosia longipetiolata
- Rhynchosia longissima
- Rhynchosia lukafuensis
- Rhynchosia lutea
- Rhynchosia luteola
- Rhynchosia macrantha
- Rhynchosia macrocarpa
- Rhynchosia madagascariensis
- Rhynchosia malacophylla
- Rhynchosia malacotricha
- Rhynchosia mannii
- Rhynchosia mantaroensis
- Rhynchosia marcanii
- Rhynchosia meeboldii
- Rhynchosia megalocalyx
- Rhynchosia melanocarpa
- Rhynchosia mensensis
- Rhynchosia michauxii
- Rhynchosia micrantha
- Rhynchosia microscias
- Rhynchosia minima
- Rhynchosia mollis
- Rhynchosia monophylla
- Rhynchosia monticola
- Rhynchosia naineckensis
- Rhynchosia namaensis
- Rhynchosia nelsonii
- Rhynchosia nepalensis
- Rhynchosia nervosa
- Rhynchosia nipensis
- Rhynchosia nitens
- Rhynchosia nitida
- Rhynchosia nummularia
- Rhynchosia nyasica
- Rhynchosia nyikensis
- Rhynchosia oblatifoliolata
- Rhynchosia oblongifoliolata
- Rhynchosia orthobotrya
- Rhynchosia ovata
- Rhynchosia ovatifoliolata
- Rhynchosia pallida
- Rhynchosia parviflora
- Rhynchosia parvifolia
- Rhynchosia pauciflora
- Rhynchosia peglerae
- Rhynchosia pentheri
- Rhynchosia phaseoloides
- Rhynchosia picta
- Rhynchosia pinnata
- Rhynchosia platyphylla
- Rhynchosia potosina
- Rhynchosia precatoria
- Rhynchosia preussii
- Rhynchosia pringlei
- Rhynchosia procurrens
- Rhynchosia prostrata
- Rhynchosia pseudo-cajan
- Rhynchosia pseudoteramnoides
- Rhynchosia pseudoviscosa
- Rhynchosia pubescens
- Rhynchosia pulchra
- Rhynchosia pulverulenta
- Rhynchosia pycnostachya
- Rhynchosia pyramidalis
- Rhynchosia quadrata
- Rhynchosia quercetorum
- Rhynchosia ramosa
- Rhynchosia reniformis
- Rhynchosia reptabunda
- Rhynchosia resinosa
- Rhynchosia reticulata
- Rhynchosia rhomboidea
- Rhynchosia rojasii
- Rhynchosia rostrata
- Rhynchosia rothii
- Rhynchosia rotundifolia
- Rhynchosia rudolfii
- Rhynchosia rufescens
- Rhynchosia salicifolia
- Rhynchosia schimperi
- Rhynchosia schlechteri
- Rhynchosia schomburgkii
- Rhynchosia scutulaefolia
- Rhynchosia secunda
- Rhynchosia senna
- Rhynchosia sordida
- Rhynchosia speciosa
- Rhynchosia spectabilis
- Rhynchosia splendens
- Rhynchosia stenodon
- Rhynchosia stenophylla
- Rhynchosia stipata
- Rhynchosia suaveolens
- Rhynchosia sublobata
- Rhynchosia swartzii
- Rhynchosia tamaulipensis
- Rhynchosia tarphantha
- Rhynchosia teixeirae
- Rhynchosia teramnoides
- Rhynchosia thorncroftii
- Rhynchosia tomentosa
- Rhynchosia totta
- Rhynchosia tricuspidata
- Rhynchosia usambarensis
- Rhynchosia wellmaniana
- Rhynchosia velutina
- Rhynchosia vendae
- Rhynchosia verdcourtii
- Rhynchosia versicolor
- Rhynchosia villosa
- Rhynchosia villosula
- Rhynchosia viscidula
- Rhynchosia viscosa
- Rhynchosia volubilis
- Rhynchosia woodii
- Rhynchosia yucatanensis
- Rhynchosia yunnanensis
- Rhynchosia zernyi